# ياسين البكالي
ياسين محمد البكالي (1977- 2025 م) شاعر وقاص يمني، عضو اتحاد الأدباء والكتَّاب اليمنيين.

## سيرته
وُلد ياسين محمد البكالي في محافظة ريمة عام 1977، درس الفلسفة بجامعة صنعاء وتخرَّج فيها عام 2000.
شارك في «ملتقى الشعر النبوي» في تريم عاصمة الثقافة الإسلامية، عام 2010. وهو رئيس منتدى شعراء ريمة.
تميز البكالي بأعمال أدبية رفيعة أسهمت في تجديد القصيدة اليمنية، وامتدَّت آثارها إلى جيل من الشعراء الشباب، وكانت كتاباته امتدادًا لصوت وطني مخلص، وقف إلى جوار قضايا الإنسان اليمني في محنته الكبرى، وأساهم بقلمه وفكره في الدفاع عن قيم الحرية والعدالة. ولم يكن شاعرًا فحسب، بل كان مثقفًا، عرفته المنابر الثقافية بحضوره الفكري المميَّز، وإسهاماته في الندَوات والملتقيات داخل اليمن وخارجها.

## عضويات
- عضو اتحاد الأدباء والكتَّاب اليمنيين.
- عضو مؤسسة إبداع للثقافة والآداب والفنون.
- عضو بيت الشعر اليمني.
- عضو رابطة شعر المقاومة.

## مؤلفاته

#### دواوين شعرية
1. همسات البزوغ، 2007.
2. أحزان موسمية، 2009.
3. مناسك غربة لم تكتمل بعد، 2012.
4. ألبوم إلكتروني، 2011.

#### مجموعات قصصية
1. رمق آيل للحياة، 2016.
2. أحد ما يشتكي الآن منك، 2017.
3. قبل أن يطفئ الماء قنديله، 2018.
4. مخافة أن.. ، 2020.

## جوائزه
- حصل على جائزة رئيس الجمهورية للشعر عن محافظة ريمة، عام 2008.
- حصل على درع وجائزة أفضل شاعر في جامعة صنعاء، عام 2011.[4]
- حصل على جائزة السنوسي الشعرية، عام 2018.

## وفاته ونعيه
توفي ياسين البكالي يوم الخميس 17 ذي القَعْدة 1446هـ الموافق 15 مايو (أيَّار) 2025م، عن عمر ناهز خمسين سنة. 
ونعَتْه وِزارة الثقافة إلى الشعب اليمني، وإلى الأوساط الأدبية والثقافية في الوطن العربي، قائلة: "فقدت اليمن برحيل البكالي المبكِّر أحدَ أبرز الأصوات الشعرية في العصر الحديث، شاعرًا حمل همَّ الكلمة، وسكنته القضايا الوطنية والإنسانية، فصاغها بلغة تنبض بالجمال، وتكتنز بالتجرِبة، وتفيض بالمفارقة الوِجدانية، والرمز الوطني الأصيل. وقد كتب البكالي من القلب، للوطن، وللإنسان، وللوجع، وكان شعره مرآة للذات اليمنية وهي تتقلَّب بين الحلم والانكسار، وبين الصبر والمقاومة".